# Alberto del Castillo Yurrita
Alberto del Castillo Yurrita (Oñati, Guipúscoa, 3 de juliol de 1899 - Barcelona, 26 de març de 1976) fou un filòsof i historiador espanyol, fill de Gonzalo del Castillo Alonso.

## Biografia
Fill de Gonzalo del Castillo Alonso, quan era petit la seva família es va instal·lar a Barcelona, on el seu pare havia estat nomenat catedràtic. El 1915 inicià estudis de filosofia i lletres a la Universitat de Barcelona, on fou deixeble de Pere Bosch i Gimpera i Antonio de la Torre y del Cerro, i company d'estudis de Lluís Pericot i Josep de Calassanç Serra i Ràfols. En 1919 es llicencià en història amb premi extraordinari. El 1922 la Junta d'Ampliació d'Estudis el comissionà per ampliar estudis a les universitats d'Oxford, Berlín i Múnic. Es va doctorar en història a la Universitat de Bolonya en 1923 amb la tesi Il Neolitico e l'Eneolitico d'Italia. De 1920 a 1924 fou corresponsal de La Vanguardia a l'estranger.
El 1931 fou nomenat catedràtic d'Història Universal Antiga i Mitjana de la Universitat de Santiago de Compostel·la, i el 1933 fou nomenat catedràtic a la Universitat de Barcelona. En 1934 fou secretari de la Universitat Autònoma de Barcelona sota la direcció de Bosch i Gimpera. En esclatar la guerra civil espanyola va marxar a Itàlia fins a desembre de 1936, quan tornà a Espanya i es va incorporar al bàndol nacional com a oficial de complement. En 1941 fou redactor del Diari de Barcelona i de 1944 a 1946 fou agregat de premsa a l'ambaixada espanyola a París.
De 1944 a 1962 fou secretari de l'Institut Espanyol d'Estudis Mediterranis i de 1956 a 1963 delegat d'excavacions a la província de Barcelona. Així va promoure excavacions a Sant Pere de Graudescales (Navès), el manso medieval de Vilosiu (Cercs), Castellot de Viver (Viver i Serrateix), el poblat de La Jassa (Cercs), la necròpolis de Santa Creu de Jutglar, etc. També va fer excavacions fora de Catalunya, com les necròpolis de Revenga (Burgos), Cuyacabras (Quintanar de la Sierra, Burgos), Duruelo de la Sierra (Sòria) i la gran necròpolis i església de Palacios de la Sierra (Burgos).
El 1950 va instal·lar el Museu Romàntic Provincial a Sitges i Vilanova i la Geltrú, i el 1935 va fundar a Tossa de Mar el primer Museu d'Art Contemporani Internacional. El seu nom figura entre els cofundadors del Museu Arqueològic de Barcelona. El 1952 fou subdirector del Diari de Barcelona.
Ha estat vocal de la Junta de Museus de Barcelona i de la Societat d'Amics dels Castells, vicepresident de l'Associació Espanyola de Crítics d'Art, membre de l'Associació Internacional de Crítics d'Art i delegat espanyol en el Consell d'Europa per a matèria d'Art.

## Obres
- A través de Alemania (1923),
- Resumen de Historia de España (1927),
- La cultura del vaso campaniforme (1928),
- Tiempos medios (1943),
- Barcelona a través de los tiempos, La Barcelona medieval (1944),
- Museo Romántico (Guia, 1951),
- Estética del Arte Paleolítico (1953-54),
- La Barcelona de Menéndez y Pelayo (1871-1873) (Barcelona, 1956),
- Ramón Casas (1958),
- Narciso Monturiol, inventor del Ictíneo (1819-1885) (en col·laboració amb Manuel Riu i Riu 1963).